# 阿林娜·亚历山德拉·杜米特鲁
阿林娜·亚历山德拉·杜米特鲁（羅馬尼亞語：Alina Alexandra Dumitru，1982年8月30日—），罗马尼亚女子柔道运动员，曾参加2004年、2008年和2012年三届奥运，其中在2008年北京奥运收获一枚金牌，并在2012年伦敦奥运收获一枚银牌。